# طريق النحل (أغنية)
طريق النحل هي أغنية من كلمات وألحان الأخوين رحباني (عاصي الرحباني تحديداً) غنتها فيروز لأول في سياق المسرحية الغنائية ناطورة المفاتيح التي قدمت في بعلبك ودمشق في عام 1972 ثم قامت فيروز بأدائها منفردة في حفلات.
منذ سنة 1973 في تركيا قامت المغنية آژدا پقان بأداء لحن طريق النحل ولكن بكلمات تركية كتبتها الشاعرة الغنائية فكرت شَنَش Fikret Şeneş في أغنية بعنوان طانر مسافرى "Tanrı Misafiri" وتعني «ضيف الله». قامت ابرو گوندش بغناء هذه الأغنية لاحقاً في ألبوم يحمل نفس الاسم صدر في ديسمبر 1992 وكانت الأغنية التي أطلقت شهرتها وأثرت في مسيرتها الفنية.